# Meshwi

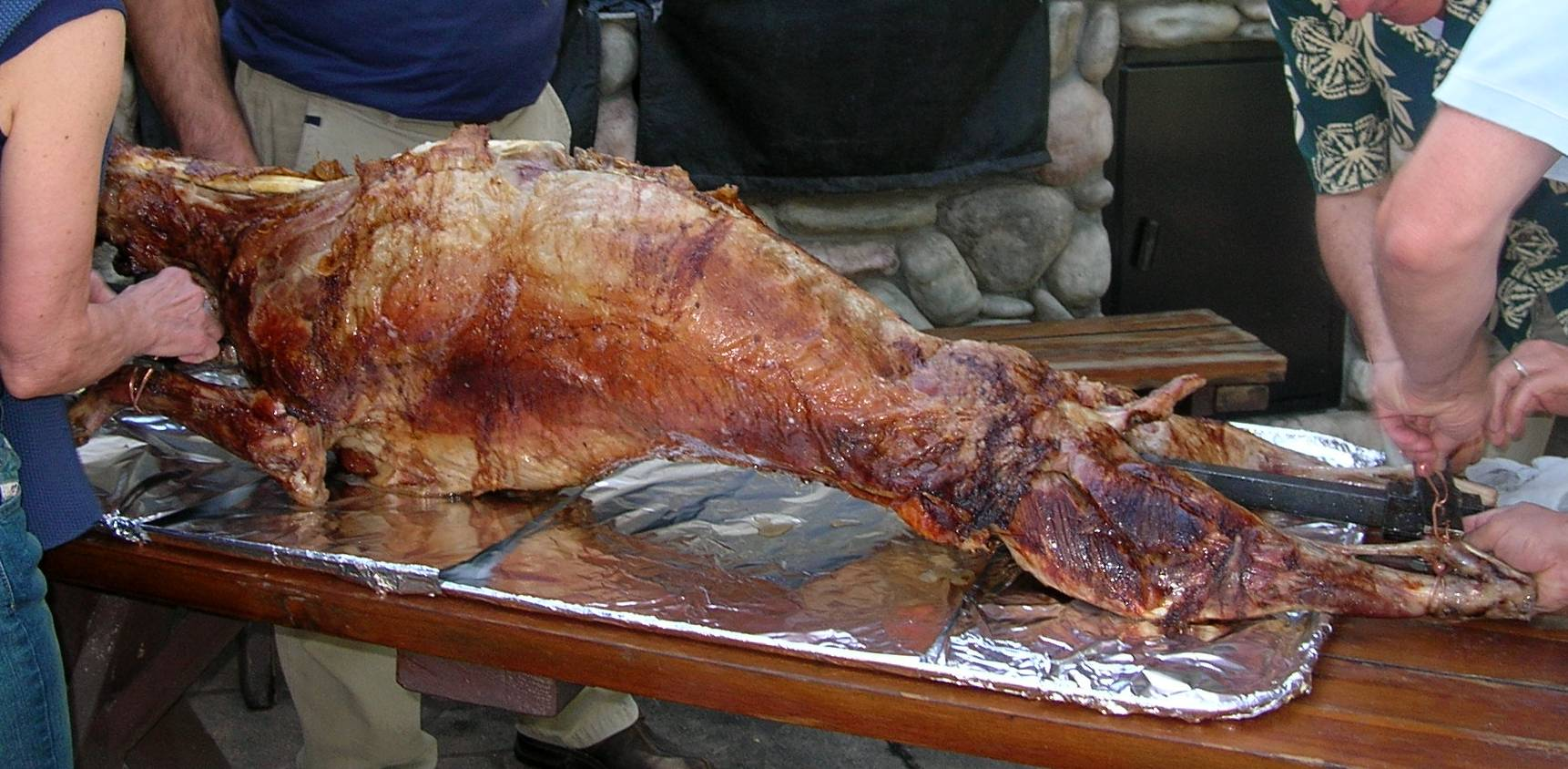
Mechui (cordero asado) listo para consumir.

El meshwi (en árabe clásico, مشوي, mašwī; en árabe magrebí: meswī; 'asado', del verbo شوى shawá 'asar'; romanizado en francés como mechui) es una pieza de cordero o un cordero entero asado a la brasa, típico de la gastronomía del Magreb, en particular de la marroquí y la argelina.
Consiste en asar un cordero entero a la brasa, bien en un espiedo (en Argelia) o en un horno excavado en la tierra (en Marruecos), muy lentamente. En Túnez, se llama mechui a toda clase de carne asada a la brasa.
En Marruecos se sirve acompañado con sémola de cuscús, al limón, con almendras o con ciruelas. Los comensales suelen servirse directamente, despegando los trocitos de carne con los dedos. La carne que se obtiene tras haber cocinado este plato es a veces tan tierna que se funde en la boca. El mechui es muy popular en la cocina de Marruecos y Argelia, y en las comidas festivas se puede decir que deja al cuscús en segundo lugar de popularidad. 

## Cultura
Este plato está reservado para homenajear a los mejores invitados, por ejemplo es muy empleado en las bodas, en las que los invitados saborean los platos típicos de la región, así como una gran variedad de dulces típicos. En zonas rurales marroquíes, se sirve tradicionalmente para celebrar el nacimiento del primer hijo varón.
Tanto en Marruecos como en Argelia, es costumbre que este plato se coma con los dedos, aunque la occidentalización ha hecho que a veces se pueda servir y comer con los cubiertos habituales (tenedor y cuchillo).